# United States Marine Corps Training and Education Command
L'United States Marine Corps Training and Education Command (TECOM) est le principal commandement de formation du Marine Corps des États-Unis. 

## Commandement au sein de TECOM
Il existe deux commandements principaux qui relèvent de TECOM : le commandement de la formation et le commandement de l'éducation. 

### Commandement de la formation
Le commandement de la formation est responsable de la formation initiale et de spécialité des officiers et des recrues, de la progression de carrière, avec le contrôle de toutes les écoles de formation du Marine Corps, y compris l'école des officiers, la Basic School, l'école d'infanterie et diverses autres écoles formelles. 
Les principales unités du commandement de l'instruction sont les suivantes : 
- École des candidats officiers
- L'école de base (The Basic School)
- École d'électronique de communication du Corps des marines
- École d'infanterie du Marine Corps des États-Unis
- Groupe d'appui à la formation en aviation maritime 21
- Groupe d'appui à la formation en aviation maritime 22
- Groupe d'appui à la formation en aviation maritime 23
- Détachement du Marine Corps, Fort Leonard Wood
- Détachement d'artillerie du Marine Corps, Fort Sill
- École de renseignement du Marine Corps
- École d'ingénierie du Corps des marines
- École de soutien au service de combat du Corps des Marines
- Bataillon de formation médicale sur le terrain - Est
- Bataillon de formation médicale sur le terrain - Ouest
- Bataillon d'entraînement aux armes
- École d'assaut amphibie

### Commandement de l'éducation
Le Commandement de l'éducation régit tous les plans et politiques de formation qui sont mis en place à l'échelle du Corps. Cela comprend les cours du Marine Corps Institute (MCI) et le Command and Staff College. 
Certaines des principales unités du commandement de l'éducation sont les suivantes : 
- Marine Corps University
- Collège de commandement et d'état-major du Corps des marines
- Division historique du Marine Corps
- Marine Corps JROTC

### Autres commandements
TECOM supervise un certain nombre de commandements semi-autonomes qui assurent la formation et l'éducation des unités à travers le Marine Corps. 
MAGTF Training Command (MAGTF-TC) à bord du Marine Corps Air Ground Combat Center
- Le Marine Aviation Weapons and Tactics Squadron One (MAWTS-1) dispense une formation aux unités de l'aviation, notamment le cours d'instructeur d'armes et tactiques (WTI) à la Marine Corps Air Station Yuma.
- Le Mountain Training Training Center forme des unités aériennes et terrestres pour la guerre dans des environnements montagneux, de haute altitude et par temps froid.
- Le groupe Tactical Training and Exercise Control (TTECG) effectue plusieurs exercices d'armes combinées par an appelés exercices complets de formation intégrée au niveau MAGTF (ITX), anciennement appelés [Enhanced] Mojave Viper (EMV) à l'appui des unités du Corps des Marines au MAGT FTC. Twentynine Palms, Californie.
- Le Marine Corps Tactics and Operations Group (MCTOG) dispense une formation aux équipes d'état-major de bataillons et de régiments, notamment le cours d'instructeur d'opérations et de tactique (OTI), où les stagiaires acquièrent des compétences en gestion opérationnelle des états-majors de bataille.

## Voir également